# En gång i Stockholm
Chansons représentant la Suède au Concours Eurovision de la chanson
Sol och vår
(1962) Absent Friend
(1965)
En gång i Stockholm (« Une fois à Stockholm ») est une chanson interprétée par la chanteuse suédoise Monica Zetterlund, sortie en 1963 en single 45 tours.
C'est la chanson représentant la Suède au Concours Eurovision de la chanson 1963 le 23 mars à Londres.

## À l'Eurovision

### Sélection
La chanson est sélectionnée le 16 février 1963, à travers le Melodifestivalen 1963, pour représenter la Suède au Concours Eurovision de la chanson 1963 le 23 mars à Londres.

### À Londres
La chanson est intégralement interprétée en suédois, langue officielle de la Suède, comme le veut la coutume avant 1966. L'orchestre est dirigé par William Lind.
En gång i Stockholm est la treizième chanson interprétée lors de la soirée du concours, suivant Algo prodigioso de José Guardiola pour l'Espagne et précédant Waarom? de Jacques Raymond pour la Belgique.
À l'issue du vote, elle n'obtient aucun point, se classant 13e et dernière — à égalité avec Solhverv d'Anita Thallaug pour la Norvège, Muistojeni laulu de Laila Halme pour la Finlande et Een speeldoos d'Annie Palmen pour les Pays-Bas — sur 16 chansons,.

## Liste des titres
| A1. | En gång i Stockholm                             | Beppe Wolgers, Bobbie Ericson |  |
| B1. | En gospel om dej (Tell All the World About You) | Beppe Wolgers, Ray Charles    |  |

## Historique de sortie
| Pays  | Date | Format   | Label   |
| ----- | ---- | -------- | ------- |
| Suède | 1963 | 45 tours | Philips |